# Loch Con
Loch Con är en sjö i Storbritannien.   Den ligger i kommunen Perth and Kinross och riksdelen Skottland, i den norra delen av landet, 600 km norr om huvudstaden London. Loch Con ligger 488 meter över havet.  Omgivningarna runt Loch Con är i huvudsak ett öppet busklandskap.